# Аддитивное отображение
Аддитивное отображение {\displaystyle R_{1}} в кольцо {\displaystyle R_{2}} — гомоморфизм {\displaystyle f:R_{1}\to R_{2}} аддитивной группы кольца {\displaystyle R_{1}} в аддитивную группу кольца {\displaystyle R_{2}}.
Согласно определению гомоморфизма аддитивной группы, аддитивное отображение {\displaystyle f} кольца {\displaystyle R_{1}} в кольцо {\displaystyle R_{2}} удовлетворяет свойству: {\displaystyle f(a+b)=f(a)+f(b)}
Не обязательно, чтобы аддитивное отображение кольца сохраняло произведение.
Если {\displaystyle f} и {\displaystyle g} аддитивные отображения, то отображение {\displaystyle f+g} аддитивно. Аналогично, аддитивно отображение {\displaystyle afb}, если {\displaystyle a,b\in R_{2}}.

## Аддитивное отображение тела
Пусть {\displaystyle D} — тело характеристики {\displaystyle 0}. Аддитивное отображение
{\displaystyle f:D\to D}
тела {\displaystyle D} можно представить в виде
{\displaystyle f(x)={\sum _{s}}({}_{(s)0}f\ x\ {}_{(s)1}f)}
Число слагаемых зависит от выбора функции {\displaystyle f}. Выражения {\displaystyle {}_{(s)0}f,{}_{(s)1}f\in D} называются компонентами аддитивного отображения.